# Кіданч
Кіданч — село в Україні, у Печеніжинській селищній територіальній громаді Коломийського району Івано-Франківської області.

## Назва
Походження назви села остаточно не з'ясоване, науковці припускають, що вона може походити від родової назви «койданці» або від давнього чоловічого імені з коренем «Кой» (Койдан, Коєслав, Койданець).

## Історія
Одне з найдавніших сіл Галичини і Європи. Перша писемна згадка — 1446 рік. У давнину тут займалися вирощування худоби й птиці, вівчарством, рибальством. Головні кутки села: Каневе болото, За млином, Царина, Мочір, Зарінок.
Згадується як Койданче 12 жовтня 1444 року в книгах галицького суду.
У податковому реєстрі 1515 року в селі документується 1/2 лану (близько 12 га) оброблюваної землі (польські видавці не знали Коломийщини і письмову латинську літеру К сприйняли за R, тому надруковано Rodancze).
У середині серпня німці через зрадника-війта дізналися про перебування в селі Кіданч неподалік Коломиї вишкільного табору куреня УНС «Чорні чорти». Масштабна карна експедиція з 500 німців оточила табір. Після двогодинного бою, німці втративши сімох убитих, зуміли витіснити курінь із табору в гори. Пізніше зрадника забрала СБ теренової сітки ОУН.

## Розташування
Лежить за 7 км від Коломиї. Село розташоване над річкою Прут. Найвища точка — верх Обіч (250 м над рівнем моря). Територія села становить 1198 га.

## Населення
Мешкає 1006 осіб, є 375 індивідуальних господарств. Місцевий люд займається рільництвом, тваринництвом, працює в різних коломийських фірмах. У селі є загальноосвітня школа І-ІІ ступенів з бібліотекою, клуб з бібліотекою, фельдшерсько-акушерський пункт, ТзОВ «Покуття», чотири торгові точки.

## Мікротопоніми

### Урбаноніми
Вулиці:
Івасюка Володимира, Коцюбинського Михайла, Марійки Підгірянки, Мартовича Леся, Стефаника Василя, Федоровича Володислава, Шевченка Тараса, Шухевича Романа.

## Пам'ятки історії та культури
- дерев'яна церква святих безсрібників Козьми і Дем'яна (1852) з дзвіницею та старими хрестами, належить до ПЦУ, настоятель митр. прот. Даниїл Коржинський,
- стара школа (1897),
- стара читальня (1930),
- хрест на честь скасування панщини (1898?),
- символічна стрілецька могила (1990),
- пам'ятник братам Костюками — воякам УПА.

У селі збереглися великодні традиції, вівчарство, фольклор.

## Відомі люди

### Народилися
- громадські діячі Михайло Дорундяк та Іван Дорундяк,
- письменник Мартин Гринчишин,
- надрайонний провідник ОУН Василь Федюк,
- науковий співробітник і банкір Микола Дорундяк,
- директор санаторію «Моршинський» Ярослав Томенко.
- модель, «Королева України 2014» Марія Остап'юк

### Померли
- Водоставська Надія Володимирівна — референт УЧХ Коломийського надрайонного проводу ОУН, Лицар Срібного хреста заслуги УПА.